# 352e régiment d'infanterie
Le 352e régiment d'infanterie (352e RI) est un régiment d'infanterie de l'Armée de terre française constitué en 1914 avec les bataillons de réserve du 152e régiment d'infanterie.
À la mobilisation, chaque régiment d'active créé un régiment de réserve dont le numéro est le sien plus 200. 

## Création et différentes dénominations
- 1914 : 352e Régiment d'Infanterie
- Septembre 1917: Dissolution

## Historique des garnisons, combats et batailles du352eRI

### Première Guerre mondiale

#### Affectations
- 7e Corps d'Armée août 1914
- 121e Division d'Infanterie de juin 1915 à septembre 1917

## Drapeau
Il porte, cousues en lettres d'or dans ses plis, les inscriptions suivantes :
- L'Aisne 1915
- La Somme 1916

### Sources et bibliographie
1. ↑  Décision no 12350/SGA/DPMA/SHD/DAT du 14 septembre 2007 relative aux inscriptions de noms de batailles sur les drapeaux et étendards des corps de troupe de l'armée de terre, du service de santé des armées et du service des essences des armées, Bulletin officiel des armées, no 27, 9 novembre 2007